# جراند بريكس دو بلومليك-موربيهان 2018
جراند بريكس دو بلومليك-موربيهان 2018 (بالفرنسية: Grand Prix de Plumelec-Morbihan 2018)‏ هو سباق دراجات هوائية، وهو الموسم الثاني والأربعين من جراند بريكس دو موربيهان، وأقيم في 26 مايو 2018 ضمن سباقات طواف أوروبا للدراجات 2018.
فاز بالمركز الأول أندريا باسكولون، وبالمركز الثاني جوليان سيمون، وبالمركز الثالث سامويل دومولين.

## التصنيف العام النهائي
| التصنيف العام         | التصنيف العام    | التصنيف العام                 | التصنيف العام | التصنيف العام |
| العداء                | العداء           | الفريق                        | الوقت         |               |
| --------------------- | ---------------- | ----------------------------- | ------------- | ------------- |
| 1                     | أندريا باسكولون  | انترمارشي وانتي جوبيرت ماتيرو | 4 س 27 د 42 ث |               |
| 2                     | جوليان سيمون     | كوفيديس                       | + 0 ث         |               |
| 3                     | سامويل دومولين   | أيه إل أم                     | + 0 ث         |               |
| 4                     | آرثر فيشوت       | إف دي جي                      | + 0 ث         |               |
| 5                     | الكسيس فويليرموز | أيه إل أم                     | + 0 ث         |               |
| 6                     | خيسوس هييرادة    | كوفيديس                       | + 3 ث         |               |
| 7                     | جاريكويتز برافو  | Euskadi-Murias                | + 10 ث        |               |
| 8                     | رومان هاردي      | فورتنيو سامسيك                | + 14 ث        |               |
| 9                     | Sergey Firsanov ‏ | Gazprom-RusVelo               | + 17 ث        |               |
| 10                    | Jonathan Lastra ‏ | Caja Rural-Seguros RGA        | + 18 ث        |               |
|                       |                  |                               |               |               |
| مصدر: ProCyclingStats |                  |                               |               |               |

## وصلات خارجية
- لمحة عن سباق جراند بريكس دو بلومليك-موربيهان 2018 على موقع  ProCyclingStats   (برو  سايكلنج  ستاتس) - إحصاءات  محترفي  الدراجات.
- جراند بريكس دو بلومليك-موربيهان 2018 على موقع إحصائيات الدراجات الإحترافية (الإنجليزية)